# Sowremenny-Klasse
Projekt 956 Saritsch (russisch Сарыч) (deutsch: Bussard), von der NATO als Sowremenny-Klasse bezeichnet, ist eine Bauserie von Lenkwaffen-Zerstörern der Sowjetischen und heute Russischen Marine. Die Schiffe dieser Klasse entstanden im Rahmen der sowjetischen Aufrüstung im Kalten Krieg. Die Volksrepublik China verfügte 2008 über vier von Russland gekaufte Schiffe dieser Klasse.

## Einsatzprofil
In den 1970er Jahren entwickelt, begann ab 1981 der Zulauf dieses Überwasserkampfschifftyps in der Größenordnung der bisher gebauten Flugkörperkreuzer der Kynda/Kresta-Klassen. Mit neuen Waffensystemen ausgerüstet, waren die Flugkörperzerstörer noch ganz nach den Erfordernissen des Kalten Krieges für den ozeanischen Langzeiteinsatz mit Einsatzschwerpunkt gegen Überwasserstreitkräfte konzipiert. Die starke Artilleriebewaffnung hätte zudem eine wirksame Landzielbekämpfung, zum Beispiel zur Unterstützung amphibischer Operationen, ermöglicht.

## Technische Beschreibung

### Bewaffnung
Auf Back und Schanz steht jeweils ein 130-mm-Zwillings-Geschützturm des Typs AK-130, die gleichermaßen gegen See- und Landziele eingesetzt werden können. Die Reichweite beträgt 22 km und die Kadenz 30 Schuss pro Minute und Rohr.
Die Feuerleitung erfolgt über das Kite-Screech-Feuerleitradar, das auf dem Brückendach installiert ist. Es arbeitet im Suchmodus im X-Band und in der Zielverfolgung im Ka-Band. Die Reichweite soll 75 km betragen.
An kleinkalibrigen Rohrwaffen sind zur Flugabwehr vier 30-mm-Gatling-Geschütze AK-630M vorhanden. Die sechsrohrigen Geschütze haben eine Kadenz von 5.000 Schuss pro Minute und eine Reichweite von 5.000 Metern. Sie sind beidseitig mit je einer Anlage vor der Kommandobrücke und im Bereich des Landedecks für Bordhubschrauber eingebaut. Zwei Feuerleitradare Bass Tilt in den vorderen Aufbauten dienen hier der Feuerleitung.
Die beiden Vierfachstarter für den Seezielflugkörper SS-N-22 Sunburn prägen maßgeblich das Aussehen des Vorschiffs. Der Flugkörper hat eine Einsatzreichweite von 120 km. Die Flughöhe liegt zwischen sieben und 20 Metern und seine Geschwindigkeit beträgt 780 m/s (Mach 2,6).
Zur Luftzielbekämpfung ist vorne und achtern jeweils ein System des Schiff-Luft-Flugkörpers SA-N-7 Gadfly vorhanden. Dieser Flugkörper hat bei 830 m/s (3 Mach) Geschwindigkeit eine Reichweite von 3,5 bis 30 km und ist mit einem Gefechtskopf von 70 kg bestückt. Die Lenkung erfolgt über einen semi-aktiven Radarsuchkopf. Für jeden Starter sind 24 Flugkörper an Bord vorhanden. Sechs Front Dome-Feuerleitradars dienen als Zielbeleuchter für die SA-N-7-Flugkörper.
Zur U-Boot-Jagd sind eine Bugsonaranlage sowie achtern zwei sechsrohrige Raketenwerfer RBU 1000 vorhanden. Sie haben eine Reichweite von 1.000 Metern und eine Einsatztiefe von 500 Metern. Darüber hinaus kann ein U-Jagd-Hubschrauber mitgeführt werden. Dies ist in der Regel ein Kamow Ka-27PL „Helix“. Für dessen Unterbringung steht in den achteren Aufbauten hinter dem Schornstein ein teleskopartig verlängerbarer Hangar zur Verfügung. Zwei 533-mm-Doppel-Torpedorohrsätze sind beidseitig auf dem Hauptdeck in Höhe des vorderen Mastes eingerüstet. Im vorderen Masttop ist unübersehbar die große Antenne aus der Fregat MAE-Serie zu erkennen. Hierbei handelt es sich um ein 3D See- und Luftraumüberwachungsradar, das auch als Top Plate bezeichnet wird. Die Anlage arbeitet im E-Band (2–3 GHz) mit einer Wellenlänge von 12 oder 15 cm und hat eine Reichweite von 300 km. Gegenüber Flugzeugen beträgt die Erfassungsreichweite 230 km und gegenüber Flugkörpern 50 km.

### Antrieb
Projekt 956 ist mit zwei Hochdruck-Dampfturbinen ausgerüstet, die bei einer Gesamtleistung von etwa 75 MW eine Höchstgeschwindigkeit von rund 33 kn erlauben. Bei 18 kn Geschwindigkeit wird eine Reichweite von 4.500 sm angegeben. Der Vortrieb erfolgt über zwei Wellen mit Festpropeller. Zwei Dampfturbinen-Generatoren (je 1.250 kW) und vier Dieselgeneratoren (je 600 kW) erzeugen die elektrische Energie für das Bordnetz. Die Einsatzdauer beträgt 30 Tage und die Besatzung besteht aus rund 350 Personen.

## Schiffe des Projekts 956

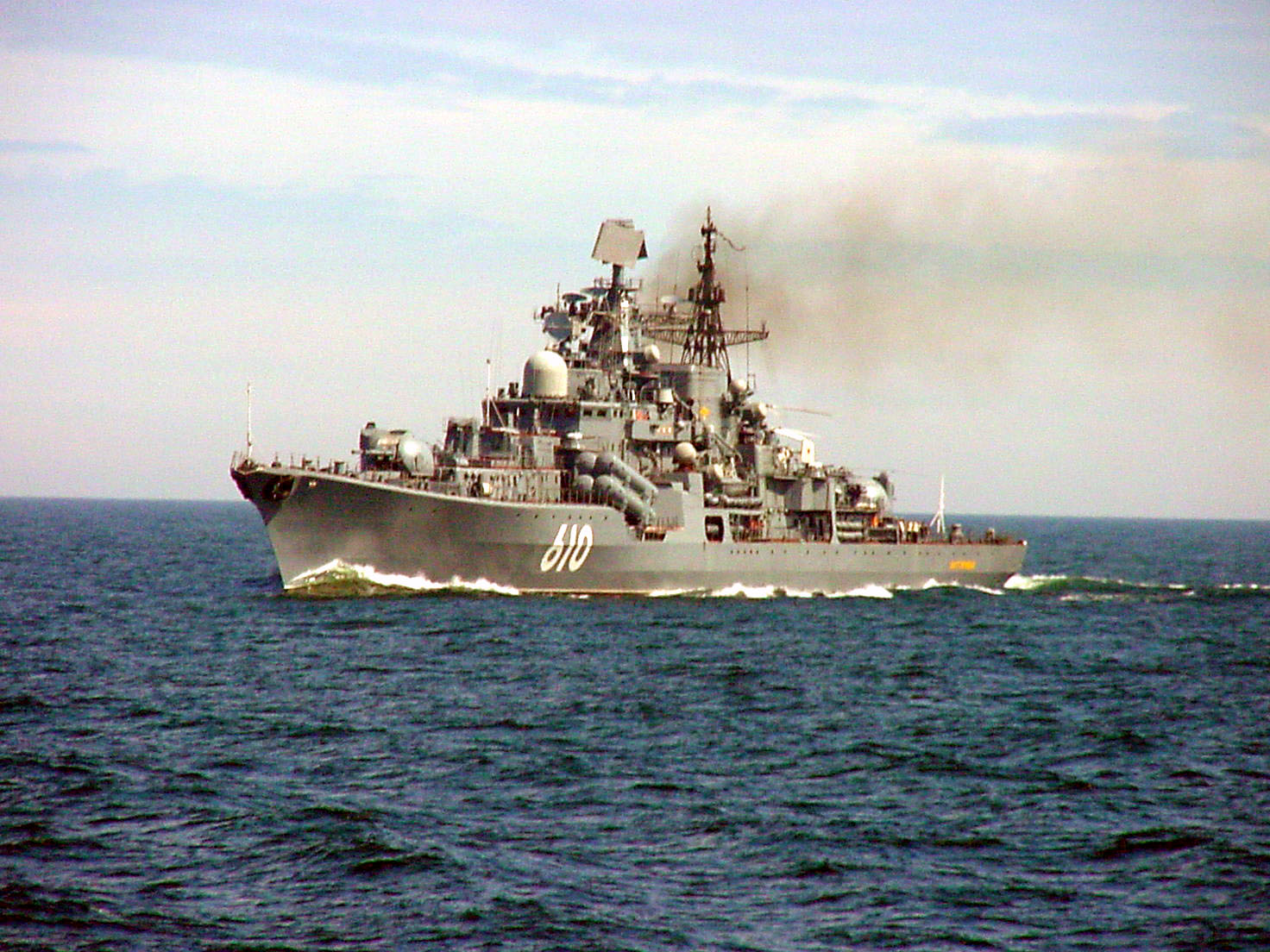
Nastoitschiwy im Juni 2005

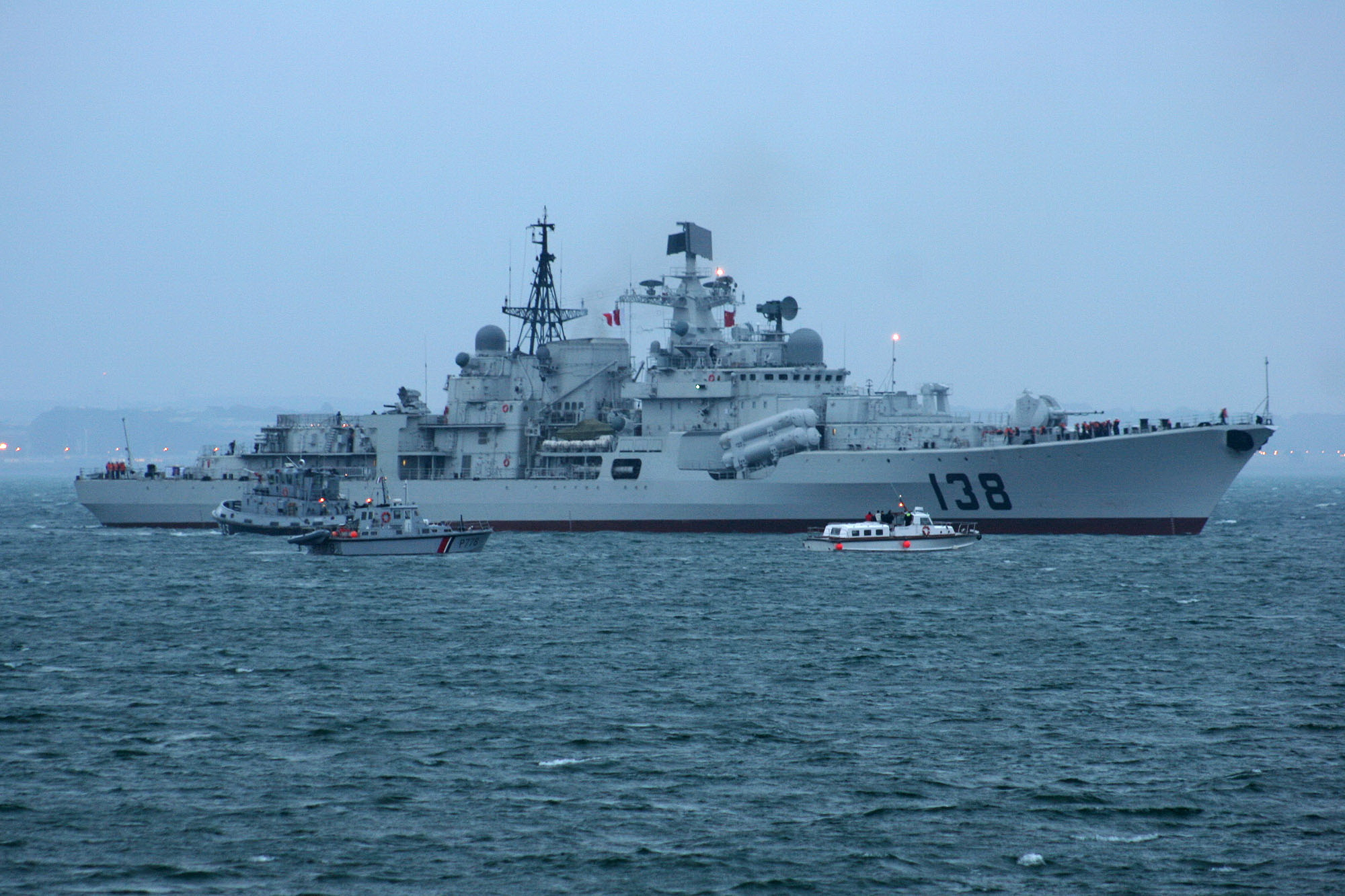
Die Taizhou im Jahr 2005 in Sankt Petersburg.

| Kennung | Name                          | Name Englisch Übersetzt           | Indienststellung | Außerdienststellung | Sonstiges                                                                          |
| ------- | ----------------------------- | --------------------------------- | ---------------- | ------------------- | ---------------------------------------------------------------------------------- |
| 431     | Sowremenny (Современный)      | Sovremennyy Der Moderne           | 1980             | 1998                | Abgewrackt 2003                                                                    |
| 417     | Ottschajanny (Отчаянный)      | Otchayannyy Der Verwegene         | 1982             | 1998                | –                                                                                  |
| 474     | Otlitschny (Отличный)         | Otlichnyy Der Ausgezeichnete      | 1983             | 1998                | –                                                                                  |
| 730     | Osmotritelny (Осмотрительный) | Osmotritelnyy Der Überlegte       | 1984             | 1997                | –                                                                                  |
| 439     | Besupretschny (Безупречный)   | Bezuprechnyy Der Tadellose        | 1985             | 2003                | –                                                                                  |
| 720     | Bojewoi (Боевой)              | Boyevoy Der Kämpferische          | 1986             | 2010                | Pazifikflotte                                                                      |
| 743     | Stoiki (Стойкий)              | Stoykiy Der Standhafte            | 1986             | 1998                | –                                                                                  |
| 415     | Okryljonny (Окрылённый)       | Okrylennyy Der Beschwingte        | 1987             | 1998                | Abgewrackt 1999                                                                    |
| 778     | Burny (Бурный)                | Burnyy Der Stürmische             | 1988             | –                   | Pazifikflotte                                                                      |
| 404     | Gremjaschtschi (Гремящий)     | Gremyashchiy Der Donnernde        | 1988             | 2006                | Nordflotte                                                                         |
| 715     | Bystry (Быстрый)              | Bystryy Der Schnelle              | 1989             | 2022                | Pazifikflotte                                                                      |
| 420     | Rastoropny (Расторопный)      | Rastoropnyy Der Behende           | 1989             | 2012                | Nordflotte, 2021 in St Petersburg verschrottet                                     |
| 754     | Besbojasnenny (Безбоязненный) | Bezboyaznennyy Der Unerschrockene | 1990             | 2016                | Pazifikflotte                                                                      |
| 406     | Besuderschny (Безудержный)    | Bezuderzhnyy Der Ungehemmte       | 1991             | 2013                | Nordflotte                                                                         |
| 405     | Bespokoiny (Беспокойный)      | Bespokoynyy Der Unruhige          | 1992             | 2018                | Baltische Flotte                                                                   |
| 610     | Nastoitschiwy (Настойчивый)   | Nastoychivyy Der Beharrliche      | 1993             | –                   | Baltische Flotte                                                                   |
| 434     | Besstraschny (Бесстрашный)    | Besstrashnyy Der Furchtlose       | 1994             | –                   | Baltische Flotte, 2004 in „Admiral Uschakow“ umbenannt und zur Nordflotte versetzt |

 Volksrepublik China
| Kennung       | Name            | Werft                            | Kiellegung        | Stapellauf     | Indienststellung  | Bemerkungen                                                                                             |
| Projekt 956E  | Projekt 956E    | Projekt 956E                     | Projekt 956E      | Projekt 956E   | Projekt 956E      | Projekt 956E                                                                                            |
| ------------- | --------------- | -------------------------------- | ----------------- | -------------- | ----------------- | --- |
| 136           | Hangzhou (杭州) | Severnaya Verf, Sankt Petersburg | 4. November 1988  | 27. Mai 1994   | 25. Dezember 1999 | Aktiv (Ostflotte), ursprünglich als Waschny (Важный) für die sowjetische/russische Marine gebaut        |
| 137           | Fuzhou (福州)   | Severnaya Verf, Sankt Petersburg | 22. April 1989    | 16. April 1999 | 20. November 2000 | Aktiv (Ostflotte), ursprünglich als Wdumtschiwy (Вдумчивый) für die sowjetische/russische Marine gebaut |
| Projekt 956EM |                 |                                  |                   |                |                   | |
| 138           | Taizhou (泰州)  | Severnaya Verf, Sankt Petersburg | 3. Juli 2002      | 27. April 2004 | 28. Dezember 2005 | Aktiv (Ostflotte)                                                                                       |
| 139           | Ningbo (宁波)   | Severnaya Verf, Sankt Petersburg | 15. November 2002 | 23. Juli 2004  | 27. Dezember 2006 | Aktiv (Ostflotte)                                                                                       |